# Giuseppe Amato
Giuseppe Amato, nome con cui è noto Giuseppe Vasaturo (Napoli, 24 agosto 1899 – Roma, 3 febbraio 1964), è stato un produttore cinematografico, attore, sceneggiatore e regista italiano.

## Biografia
Figlio di Giuseppe Vasaturo senior e di Enrichetta Maria Amato, diventa produttore di film di ambiente napoletano negli anni venti, dopo aver partecipato a un kolossal girato a Napoli dalla MGM. soggiorna in America fino agli albori del sonoro e, tornato in Italia, si dedica a una produzione di sempre più ampio respiro, operando anche come attore, sceneggiatore e regista (la parte meno fortunata della sua attività: dei film da lui diretti, a parte l'impeccabile Yvonne la Nuit, che fu uno dei pochissimi film drammatici interpretati da Totò, nessuno è passato alla storia).
Peppino Amato è stato una figura centrale nella storia del cinema italiano. Fu lui a offrire, negli anni trenta, la prima occasione cinematografica a Eduardo e Peppino De Filippo, fu lui a produrre il primo film diretto da Vittorio De Sica (Rose scarlatte, 1940) e a finanziargli anche Umberto D. (1952).
Amato è il produttore de La cena delle beffe (1941) e di Quattro passi fra le nuvole (1942), capolavori di Alessandro Blasetti.
Diventa celebre nel dopoguerra, producendo il primo film della serie Don Camillo e soprattutto uno dei film italiani più celebri di sempre: La dolce vita (1960)
Peppino Amato aveva un particolare modo di travisare il linguaggio parlato ed Ennio Flaiano nel 1967 raccolse le sue migliori, involontarie, battute in una divertentissima pagina: "Il catalogo Peppino Amato"

## Riconoscimenti
- David di Donatello 1960: Targa d'oro

## Curiosità
Amato era il suocero del popolare attore Carlo Pedersoli, in arte Bud Spencer, con cui riposa nella cappella di famiglia al cimitero del Verano. Il nipote Giuseppe Pedersoli e la nipote Gaia Gorrini nel 2019 hanno prodotto un docu-film biografico intitolato La verità su La Dolce Vita.

## Filmografia parziale

### Produttore
- Cinque a zero, regia di Mario Bonnard (1932)
- Casta Diva, regia di Carmine Gallone (1935)
- Non ti conosco più, regia di Nunzio Malasomma (1936)
- Una romantica avventura, regia di Mario Camerini (1940)
- Rose scarlatte, regia di Giuseppe Amato e Vittorio De Sica (1940)
- La cena delle beffe, regia di Alessandro Blasetti (1942)
- Quattro passi tra le nuvole, regia di Alessandro Blasetti (1942)
- Domani è troppo tardi, regia di Léonide Moguy (1950)
- Don Camillo, regia di Julien Duvivier (1952)
- Donne proibite, regia di Giuseppe Amato (1953)
- Gli ultimi cinque minuti, regia di Giuseppe Amato (1955)
- La dolce vita, regia di Federico Fellini (1960)
- La ragazza di mille mesi, regia di Steno (1961)
- Morte di un bandito, regia di Giuseppe Amato (1961)

### Regista
- L'amor mio non muore (1938)
- Rose scarlatte, co-regia con Vittorio De Sica (1940)
- Non mi sposo più, co-regia con Erich Engel (1942)
- Malìa (1946)
- Yvonne la Nuit (1949)
- Donne proibite (1953)
- Gli ultimi cinque minuti (1955)
- Morte di un bandito (1961)

### Film su Giuseppe Amato
- La verità su La Dolce Vita (2019)